# ベン・グエズ
ベンジャミン・ジェームズ・グエズ（Benjamin James Guez, 1987年1月24日 - ）はアメリカ合衆国テキサス州ヒューストン出身のプロ野球選手(中堅手)。右投右打。

## 経歴
2008年のMLBドラフトでウィリアム・アンド・メアリー大学からデトロイト・タイガースより19巡目指名され入団。
2012年に、第3回WBC予選のイスラエル代表に選出された。